# Região Geográfica Imediata de Codó
A Região Geográfica Imediata de Codó é uma das 22 regiões imediatas do estado brasileiro do Maranhão, uma das 3 regiões imediatas que compõem a Região Geográfica Intermediária de Caxias e uma das 509 regiões imediatas no Brasil, criadas pelo IBGE em 2017. É composta de 4 municípios, do vale do Itapecuru.

## Municípios
| Região geográfica imediata | Código | Municípios |
| -------------------------- | ------ | ---------- |
| Codó                       | 210015 | Codó       |
| Codó                       | 210015 | Coroatá    |
| Codó                       | 210015 | Peritoró   |
| Codó                       | 210015 | Timbiras   |